# Кањикур
Кањикур (фр. Cagnicourt) насеље је и општина у североисточној Француској у региону Север-Па д Кале, у департману Па де Кале која припада префектури Арас.
По подацима из 2011. године у општини је живело 428 становника, а густина насељености је износила 45,44 становника/km². Општина се простире на површини од 9,42 km². Налази се на средњој надморској висини од 70 метара (максималној 94 m, а минималној 54 m).

## Демографија
| 1962. | 1968. | 1975. | 1982. | 1990. | 1999. | 2011. |
| ----- | ----- | ----- | ----- | ----- | ----- | ----- |
| 415   | 429   | 407   | 408   | 394   | 386   | 428   |

График промене броја становника у току последњих година